# Krásná Lípa (Cheb)
Krásná Lípa (německy Schönlind) byla malá vesnice v okrese Cheb, kraji Karlovarském. Zanikla po druhé světové válce, když byla v nedalekých Slapanech umístěna rota Pohraniční stráže a ves se ocitla v zakázaném hraničním pásmu za drátěnými zátarasy.
Osada ležela v katastrálním území Háje u Chebu o rozloze 13,96 km2.

## Geografie
Osada ležela při jižním okraji Chebské pánve, v přírodním parku Smrčiny na levém břehu Odravy. Nacházela se přibližně 6 km jižně od centra Chebu, asi 0,3 km od státní hranice se spolkovou zemí Bavorsko.

## Historie
Krásná Lípa se původně jmenovala Schönlinten a první písemná zmínka o ní pochází z roku 1312. Patřil k ní hřbitov, na němž se pohřbívali lidé i z blízkých Slapan. Vesnice se nacházela na území zvaném Frais, ve kterém se každý rok až do roku 1846 střídal ve výkonu vrchnostenských správ waldsassenský klášter s městem Cheb. V letech 1869–1910 byla osadou obce Gehaag (dnes Háje, v letech 1921–1950 osadou obce Háje, následně jako součást města Cheb zanikla.
Význam vsi vzrostl po vybudování železniční trati z Chebu do Waldsassenu v roce 1865. V roce 1893 byla uvedena do provozu železniční zastávka a celnice ve Slapanech. Po trati jezdily dokonce i rychlíky, a to až do roku 1914. V roce 1945 byl zastaven přeshraniční provoz do Německa, ale provoz na trati z Chebu do Slapan trval do roku 1963. Po roce 1945 došlo k odsunu německého obyvatelstva.
Po vysídlení německých obyvatel v roce 1946 byly téměř všechny statky relativně rychle osídleny novými českými obyvateli, mezi kterými byla dokonce jedna rodina z Paraguaye. Po únorovém převratu v roce 1948 uteklo osmnáct nových osídlenců přes hranice a v obci zůstalo posledních 42 obyvatel. Ti však museli ves opustit, když se v roce 1951 usídlili ve Slapanech pohraničníci a Krásná Lípa se octla za drátěnými zátarasy. Do roku 1957 pak byla vesnice srovnána se zemí, zachoval se pouze hřbitov, jenž však zcela zpustnul. Bývalou vsí procházela tzv. signálka.
Změny nastaly až po roce 1989, kdy se bývalé zakázané hraniční pásmo otevřelo veřejnosti. Na konci devadesátých let 20. století vznikl návrh na propojení Slapan s německým Waldsassenem formou cyklistické a turistické stezky. Nejprve byl vybudován turistický přechod a v tělese původní zaniklé železniční trati cyklostezka s asfaltovým povrchem, vhodná i pro in-line bruslaře. V okolí cyklostezky byly rozmístěny různé železniční artefakty, připomínající zaniklou trať, např. semafor, část kolejiště nebo lavička upravená z kolejového podvozku. Slavnostní otevření první části cyklostezky proběhlo 13. května 2006.
Nadační fond Historický Cheb upravil v roce 2014 prostor původního hřbitova. Vedle cyklostezky v těsné blízkosti železné opony vzniklo ze zcela zdevastovaného prostoru pietní místo v srdci sjednocené Evropy. Byly opraveny a postaveny zachovalé náhrobní kameny a v zadní části hřbitova vybudováno vyhlídkové místo do krajiny, doplněné jednoduchou dřevěnou konstrukcí.

## Obyvatelstvo
| Rok            | 1869 | 1880 | 1890 | 1900 | 1910 | 1921 | 1930 | 1950 | 1961 |
| -------------- | ---- | ---- | ---- | ---- | ---- | ---- | ---- | ---- | ---- |
| Počet obyvatel | 168  | 159  | 148  | 148  | 164  | 142  | 148  | 41   | -    |
| Počet domů     | 24   | 25   | 25   | 26   | 26   | 26   | 28   | 29   | -    |